# Lev Bukovský
Lev Bukovský (9. září 1939 Podkriváň – 30. listopadu 2021 Košice) byl slovenský matematik, který se zabýval hlavně teorií množin. V letech 1991–1996 byl rektorem Univerzity P. J. Šafaříka v Košicích.

## Životopis
Jeho otec jako člen Demokratické strany byl po roce 1948 politickým vězněm. Přesto mohl Lev Bukovský studovat, protože vyhrál celostátní matematickou olympiádu.
Absolvoval Přírodovědeckou fakultu UK v Bratislavě, obor algebra a teorie čísel. V tomtéž oboru získal i vědeckou hodnost na Karlově univerzitě v Praze a roku 1984 byl jmenován profesorem. Zabývá se hlavně teorií množin a matematickou logikou s důrazem na aplikace v jiných oblastech matematiky. Publikoval více než 40 původních vědeckých prací a získal řadu čestných ocenění.

## Hlavní vědecké výsledky
- redukce kardinální aritmetiky na funkci gimel
- modely teorie množin pro změnu konfinality, vlastnosti minimality těchto modelů
- aplikace teorie množin a jejích modelů v topologii, v teorii míry a v reálné analýze
- všeobecná charakterizace generických rozšíření modelů teorie množin
- vlastnosti topologických prostorů nerozlišujících různé typy konvergence posloupností reálných funkcí
- všeobecná teorie tenkých množin harmonické analýzy.

## Funkce
- člen Vedeckej rady UPJŠ
- člen Vedeckej rady UK Bratislava
- člen Akademického sněmu Akademie věd ČR
- 1996–2000 předseda Slovenskej matematickej spoločnosti
- předseda Akreditační komisie
- rektor UPJŠ
- člen Akademického senátu UPJŠ
- člen správní rady Nadace Michala Kováče a Václava Havla
- člen správní rady Nadácie otvorenej spoločnosti

## Ocenění
- 1996 Cena města Košice
- 2000 Křištálové křídlo
- 2004 Cena předsedy Košického samosprávného kraje

## Knihy
- Štruktúra reálnej osi. Veda, Bratislava 1979
- Množiny a všeličo okolo nich. UPJŠ Košice, 2005. ISBN 80-7097-578-4